# Stefano Buttiero
Stefano Buttiero (* 5. Juli 1966 in Turin) ist ein italienischer Automobilrennfahrer.

## Karriere
Buttiero begann seine Karriere in der Italienischen Formel-3-Meisterschaft, in der er von 1988 bis 1990 startete. 1991 wechselte er in die Italienische Tourenwagen-Meisterschaft, in der er auf Anhieb Gesamtsechster wurde. 1992 bis 1994 fuhr er in der italienischen Supertourenwagenmeisterschaft, die er 1992 auf dem 21., 1993 auf dem 20. und 1994 auf dem 15. Platz abschloss. 1994 fuhr Buttiero außerdem für das Alfa-Romeo-Werksteam Alfa Corse in der DTM und beendete die Saison auf dem 17. Gesamtrang. 1996 fuhr er in der Global GT Championship und wurde Gesamt-90. 1997 fuhr er in der Nachfolgeserie FIA-GT-Meisterschaft in der GT1-Klasse. 1998 startete Buttiero in der International Sports Car Series. Von 1999 bis 2002 war er in der American Le Mans Series in der GTS- bzw. GT-Klasse am Start. 2001 startete er des Weiteren in der Grand-Am Series und wurde Gesamt-17. in der GT-Klasse. 2003 bestritt Buttiero einen Gaststart im Porsche Supercup.

### Karrierestationen
- 1988: Italienische Formel 3
- 1989: Italienische Formel 3
- 1990: Italienische Formel 3
- 1991: Italienische Tourenwagen-Meisterschaft (Platz 6)
- 1992: Italienische Supertourenwagen-Meisterschaft (Platz 21/Platz 8 Klasse S2)
- 1993: Italienische Supertourenwagen-Meisterschaft (Platz 20)
- 1994: Italienische Supertourenwagen-Meisterschaft (Platz 15)
- 1994: Deutsche Tourenwagen-Meisterschaft (Platz 17)
- 1996: Global GT Championship (Platz 90)
- 1997: FIA GT – GT1
- 1998: International Sport Racing Series
- 1999: American Le Mans Series – GTS (Platz 16)
- 2000: American Le Mans Series – GT (Platz 34)
- 2001: American Le Mans Series – GT (Platz 28)
- 2001: Grand American Rolex Series – GT (Platz 17)
- 2002: American Le Mans Series – GT (Platz 76)
- 2003: Porsche Supercup